# روليت (داكوتا الشمالية)
روليت (بالإنجليزية: Rolette, North Dakota) هي مدينة تقع في ولاية داكوتا الشمالية في الولايات المتحدة. تبلغ مساحة هذه المدينة 2.59 (كم²)، وترتفع عن سطح البحر 496 م، بلغ عدد سكانها 594 نسمة في عام 2010 حسب إحصاء مكتب تعداد الولايات المتحدة.

## التركيبة السكانية
قام مكتب تعداد الولايات المتحدة بتحديد بيانات التركيبة السكانية لروليت في تعداد الولايات المتحدة. في ما يلي، التركيبة السكانية حسب تعدادي 2000 و2010.

### تعداد عام 2000
بلغ عدد سكان روليت 538 نسمة بحسب تعداد عام 2000، وبلغ عدد الأسر 243 أسرة وعدد العائلات 140 عائلة مقيمة في المدينة. في حين سجلت الكثافة السكانية 535.4 نسمة لكل ميل مربع (206.7/كم2). وبلغ عدد الوحدات السكنية 286 وحدة بمتوسط كثافة قدره 284.6 نسمة لكل ميل مربع (109.9/كم2).
وتوزع التركيب العرقي للمدينة بنسبة 75.46% من البيض و 21.00% من الأمريكيين الأصليين و 3.53% من عرقين مختلطين أو أكثر.
بلغ عدد الأسر 243 أسرة كانت نسبة 26.7% منها لديها أطفال تحت سن الثامنة عشر تعيش معهم، وبلغت نسبة الأزواج القاطنين مع بعضهم البعض 42.4% من أصل المجموع الكلي للأسر، ونسبة 11.9% من الأسر كان لديها معيلات من الإناث دون وجود شريك، وكانت نسبة 42.0% من غير العائلات. تألفت نسبة 40.7% من أصل جميع الأسر من أفراد ونسبة 18.1% كانوا يعيش معهم شخص وحيد يبلغ من العمر 65 عاماً فما فوق. وبلغ متوسط حجم الأسرة المعيشية 2.70، أما متوسط حجم العائلات فبلغ 2.02.
بلغ العمر الوسطي للسكان 46 عاماً. وكانت نسبة 20.6% من القاطنين تحت سن الثامنة عشر، وكانت نسبة 6.9% بين الثامنة عشر والأربعة وعشرون عاماً، ونسبة 20.8% كانت واقعةً في الفئة العمرية ما بين الخامسة والعشرون حتى والأربعة وأربعون عاماً، ونسبة 22.7% كانت ما بين الخامسة والأربعون حتى الرابعة والستون، ونسبة 29.0% كانت ضمن فئة الخامسة والستون عاماً فما فوق. يوجد لكل 100 أنثى 94.2 ذكر، ويوجد لكل 100 أنثى في الثامنة عشر من عمرها فما فوق 85.7 ذكر.
بلغ متوسط دخل الأسرة في المدينة 27,500 دولار، أما متوسط دخل العائلة فبلغ 36,563 دولار. وكان متوسط دخل الذكور 28,750 دولار مقابل 21,827 دولار للإناث. وسجل دخل الفرد الخاص بالمدينة 15,742 دولار. وكانت نسبة 12.8% من العائلات ونسبة 16.8% من السكان تحت خط الفقر، وكان من هؤلاء نسبة 27.9% تحت سن الثامنة عشر ونسبة 7.3% في الخامسة والستين من العمر وما فوق.

### تعداد عام 2010
بلغ عدد سكان روليت 594 نسمة بحسب تعداد عام 2010، وبلغ عدد الأسر 254 أسرة وعدد العائلات 141 عائلة مقيمة في المدينة. في حين سجلت الكثافة السكانية 594.0 نسمة لكل ميل مربع (229.3/كم2). وبلغ عدد الوحدات السكنية 284 وحدة بمتوسط كثافة قدره 284.0 لكل ميل مربع (109.7/كم2).
وتوزع التركيب العرقي للمدينة بنسبة 56.9% من البيض و 37.9% من الأمريكيين الأصليين و 0.2% من الأمريكيين الأفارقة و 4.9% من عرقين مختلطين أو أكثر.
بلغ عدد الأسر 254 أسرة كانت نسبة 29.5% منها لديها أطفال تحت سن الثامنة عشر تعيش معهم، وبلغت نسبة الأزواج القاطنين مع بعضهم البعض 35.0% من أصل المجموع الكلي للأسر، ونسبة 15.0% من الأسر كان لديها معيلات من الإناث دون وجود شريك، بينما كانت نسبة 5.5% من الأسر لديها معيلون من الذكور دون وجود شريكة وكانت نسبة 44.5% من غير العائلات. تألفت نسبة 39.0% من أصل جميع الأسر من أفراد ونسبة 16.5% كانوا يعيش معهم شخص وحيد يبلغ من العمر 65 عاماً فما فوق. وبلغ متوسط حجم الأسرة المعيشية 2.92، أما متوسط حجم العائلات فبلغ 2.19.
بلغ العمر الوسطي للسكان 43 عاماً. وكانت نسبة 24.1% من القاطنين تحت سن الثامنة عشر، وكانت نسبة 7.9% بين الثامنة عشر والأربعة وعشرون عاماً، ونسبة 19.4% كانت واقعةً في الفئة العمرية ما بين الخامسة والعشرون حتى والأربعة وأربعون عاماً، ونسبة 25.1% كانت ما بين الخامسة والأربعون حتى الرابعة والستون، ونسبة 23.6% كانت ضمن فئة الخامسة والستون عاماً فما فوق. وتوزع التركيب الجنسي للسكان بنسبة 48.1% ذكور و51.9% إناث.

## وصلات خارجية
- http://www.rolettend.com/ نسخة محفوظة 30 يونيو 2017 على موقع واي باك مشين.
- The US50 - Cities and Towns in North Dakota State